# 长孙嵩
长孙嵩（358年—437年3月4日），胡姓拔拔氏，十六國時代國及北魏初年重要官員。長孫嵩在代王拓跋什翼犍在位時任南部大人，後為北魏開國功臣，並歷仕道武、明元及太武三朝，官至太尉、柱國大將軍。

## 姓氏
據《舊唐書》，長孫氏源出拓跋氏，後改為跋氏。因為為宗室之長，又改長孫氏。其後代改為長孫氏，在北魏孝文帝時。在唐朝與宋朝時，經後人追記，將他的姓氏改為長孫氏。
其姓名來自北魏道武帝，長孫嵩的鮮卑姓名沒有被記錄下來，可能由後世子孫將他加上漢名。在長孫嵩在世時，其姓氏可能為拔拔氏，或拓跋氏。《晉書》稱其為拔拔嵩。《宋書》稱其為托跋嵩，即拓跋氏。
據《魏書》，在拓跋鄰時代，分出拔拔氏。中華人民共和國學者姚薇元，主張應為拔拔氏，並舉出北魏〈魏孝文帝弔比干文碑〉有「符璽郎中臣河南郡拔拔臻」，說明在北魏時有拔拔氏。這說法成為中華人民共和國學界主流見解。
根據《新唐書》與胡三省註，美國學者Jennifer Holmgren認為在北魏道武帝時代才賜姓拔拔氏，在長孫仁至長孫嵩時代，可能仍為拓跋氏。

## 生平
父長孫仁於拓跋什翼犍时官至拓跋氏鲜卑南部大人。长孙嵩十四歲時，宽雅有气度，替其父统軍。376年，前秦滅代國，分代國諸部讓鐵弗部劉衞辰及獨狐部劉庫仁統轄，長孫嵩就率部眾歸附劉庫仁。385年，劉庫仁子劉顯殺首領劉頭眷自立，長孫嵩率部叛歸仲翼犍孫拓跋珪。登國元年（386年），拓跋珪於牛川即位為代王，以長孫嵩為南部大人。
登國六年（391年）長孫嵩隨拓跋珪攻柔然，並斬殺柔然別部帥屋擊。皇始元年（396年），拓跋珪進攻後燕，長孫嵩亦有隨軍，並獲授安南將軍、冀州刺史，封鉅鹿公。皇始三年（398年）四月，拓跋珪以長孫嵩為侍中、司徒、相州刺史。後又改封南平公。
永興元年（409年），魏明元帝拓跋嗣即位，長孫嵩与山阳侯奚斤、北新侯安同、白马侯崔宏等八人坐止車門右，共聽朝政，被當時人称為“八公”。次年正月，長孫嵩奉命北伐柔然，至五月從大漠南歸時遭柔然圍攻於牛川，拓跋嗣遂北伐支援，逼柔然撤退。
泰常二年（417年），東晉劉裕北伐後秦，循黃河西上入關，並遺使向北魏借水道之便。拓跋嗣擔心劉裕外稱伐秦，實以伐魏，命長孫嵩督山東諸軍事以塞劉裕東道，壓逼晉軍，亦派娥清等人屯駐黃河北岸防備。時晉軍西進，魏軍亦派數千緣河緊隨，若有船艦漂至北岸就會遭到北岸魏軍攻擊。劉裕於是派丁旿及朱超石渡河至北岸阻擊魏軍，長孫嵩時亦派三萬騎助戰，但不能抵抗晉軍，被逼退還畔城。及後拓跋嗣又命長孫嵩、叔孫建各選精兵，待劉裕西進深入後進攻彭城、沛郡。同年，劉裕滅秦，原自晉降秦的司馬休之、韓延之、刁雍及王慧龍等人皆向長孫嵩投降，以歸北魏。至十月，拓跋嗣亦召長孫嵩班師。
泰常八年（423年），拓跋嗣患病，慮及後事，於是問長孫嵩有關儲君人選，長孫嵩推薦嫡子拓跋燾。拓跋燾亦得崔浩推薦，拓跋嗣於是正式立其為皇太子，並臨朝監國，又任命長孫嵩為左輔。同年年末，拓跋嗣去世，拓跋燾繼位，進長孫嵩爵北平王，司州中正。始光二年（425年），長孫嵩轉任太尉。
拓跋燾曾問眾臣應先討伐夏國還是柔然，長孫嵩與長孫翰及奚斤等認為柔然才是大患，進攻不論如何都能充實國家資源，勝過攻破夏國這種小國，不過崔浩則持相反意見；劉潔、安原則請先攻北燕。因最終沒有共識，拓跋燾唯有西巡。同年夏帝赫連勃勃逝世，不久以前又發生過諸子因儲君之爭而兵戎相見的事，令國人不安。拓跋燾聞訊即打算趁機攻擊。長孫嵩則慮及若果夏人堅守城池阻擋魏軍，只會給機會柔然乘虛而入，十分危險。但其時崔浩及道士寇謙之等人都贊成，長孫嵩堅持但不能改變拓跋燾心意，反令其大怒，指責他為官時貪污，更命武士強按著他的頭作叩頭以作羞辱，隨後就於始光三年（426年）十一月進攻夏國。
此事以後，拓跋燾每當出征，長孫嵩都會留守京師。後加柱國大將軍。太延三年正月戊子（437年3月4日），长孙嵩去世，虚岁八十，谥号宣惠王。北魏孝文帝年间，配飨庙庭。

## 家庭

### 夫人
- 燕国段氏，后燕使持节、征南大将军、青冀二州刺史段干之女[16]

### 子女
- 长孙颓，北魏征南大将军、北平安王
- 长孙寿，北魏散骑常侍、左光禄大夫、都督秦雍荆梁益五州诸军事、征西将军、东阳仇池镇都大将、征东将军、都督青州诸军事、青州刺史、蜀郡庄王
- 長孫地汾，北魏安東將軍、臨川公

## 延伸阅读
[在维基数据编辑]
 《魏書·卷25》，出自魏收《魏书》
 《北史/卷022》，出自李延壽《北史》